# Серджо Тофано
Серджо Тофано (італ. Sergio Tofano; 20 серпня 1886 — 28 жовтня 1973) — італійський актор, режисер, драматург, сценограф та ілюстратор.

## Біографія
Тофано народився в Римі. У 1909 році він вперше виступив на сцені з Ермете Новеллі, потім приєднався до компанії Вірджіліо Таллі (1913—1923). Невдовзі він спеціалізувався як комічний актор, надавши своїй ролі нової елегантності та складності. Він працював з іншими відомими акторами та режисерами: Даріо Нікодемі (1924—1927); Луїджі Альміранте та Джудітта Ріссоне (1927—1930), Ельза Мерліні, Вітторіо де Сіка, Еві Мальтальяті, Джино Черві та іншими. У ті роки він зіграв знамениті ролі Доктора Нока у п'єсі Жуля Роменса та професора Тоті в п'єсі Луїджі Піранделло Пенсачі, Джакоміно!. Він також керував важливими театральними фірмами.
Після Другої світової війни він працював з найвидатнішими режисерами, такими як Лукіно Вісконті та Джорджо Стрелер.
У 1917 році Тофано винайшов для дитячого журналу Il Corriere dei Piccoli відомого персонажа синьйора Бонавентуру, чиї пригоди тривали більше сорока років. Підписувався як Sto. Він написав та проілюстрував кілька дитячих книжок, а також проілюстрував «Шаховий набір у дзеркалі» Массімо Бонтемпеллі.

## Вибрана фільмографія
- 1955 : Римська красуня / (La bella di Roma) — Агостіно
- 1964 : Постійність розуму / (La costanza della ragione) — Дон Боніфац
- 1973 : Ругантіно / (Rugantino) — маркіз Мікеле Сакконі